# ヤーコプ・マータム
ヤーコプ・マータム（Jacob Matham、1571年10月15日 - 1631年1月20日）は、オランダの版画家、版画の下絵画家である。ハールレムで働き、ヘンドリック・ホルツィウスなどの複製版画を制作し、出版したことで知られている。

## 略歴
ハールレムに生まれた。父親が1579年に亡くなった後、母親は画家、版画家のヘンドリック・ホルツィウス（1558-1617）と再婚し、母親が出資してハールレムに版画の出版工房を開いた。ヤコブ・マータムは義理の父親のホルツィウスから版画を学んだ。
1593年から1597年の間、イタリアに滞在した後、1598年から亡くなるまでハールレムで働き、1600年にハールレムの聖ルカ組合の会員になり、1605年には役員になった。マータムはシモン・ファン・プーレンブルフ（Simon van Poelenbugh）という版画家の妹と結婚し、息子にはアドリアーン・マータム（c.1599-1660）やヤン・マータム（Jan Matham: 1600–1648）、テオドール・マータム（1605/1606-1676）がいて、画家、版画家になった。
義理の父親の作品などさまざまな画家の作品の複製版画を制作し、有名な版画家になった。マータムが複製版画を制作した画家にはカレル・ファン・マンデル（1548-1606）やピーテル・アールツェン（c.1508-1575）、ピーテル・パウル・ルーベンス（1577-1640）らがいた。
弟子にはピーテル・サウトマン（1593/1601-1657）やヤン・ファン・デ・フェルデ（1593-1641）らや、息子たちがいる。

## 作品

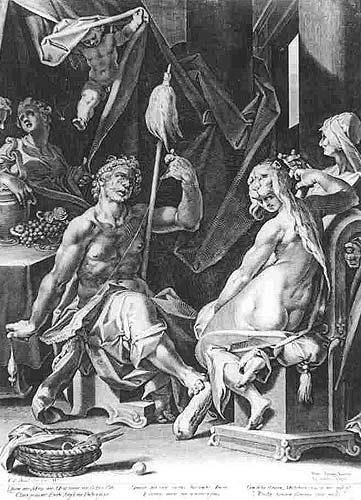
ヘラクレスとオムパレー
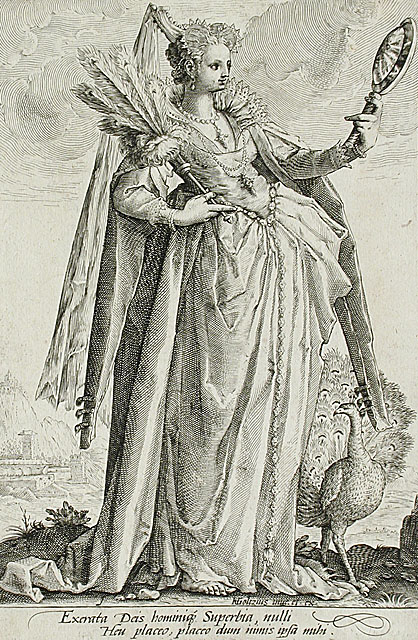
ヘンドリック・ホルツィウスの原画による版画
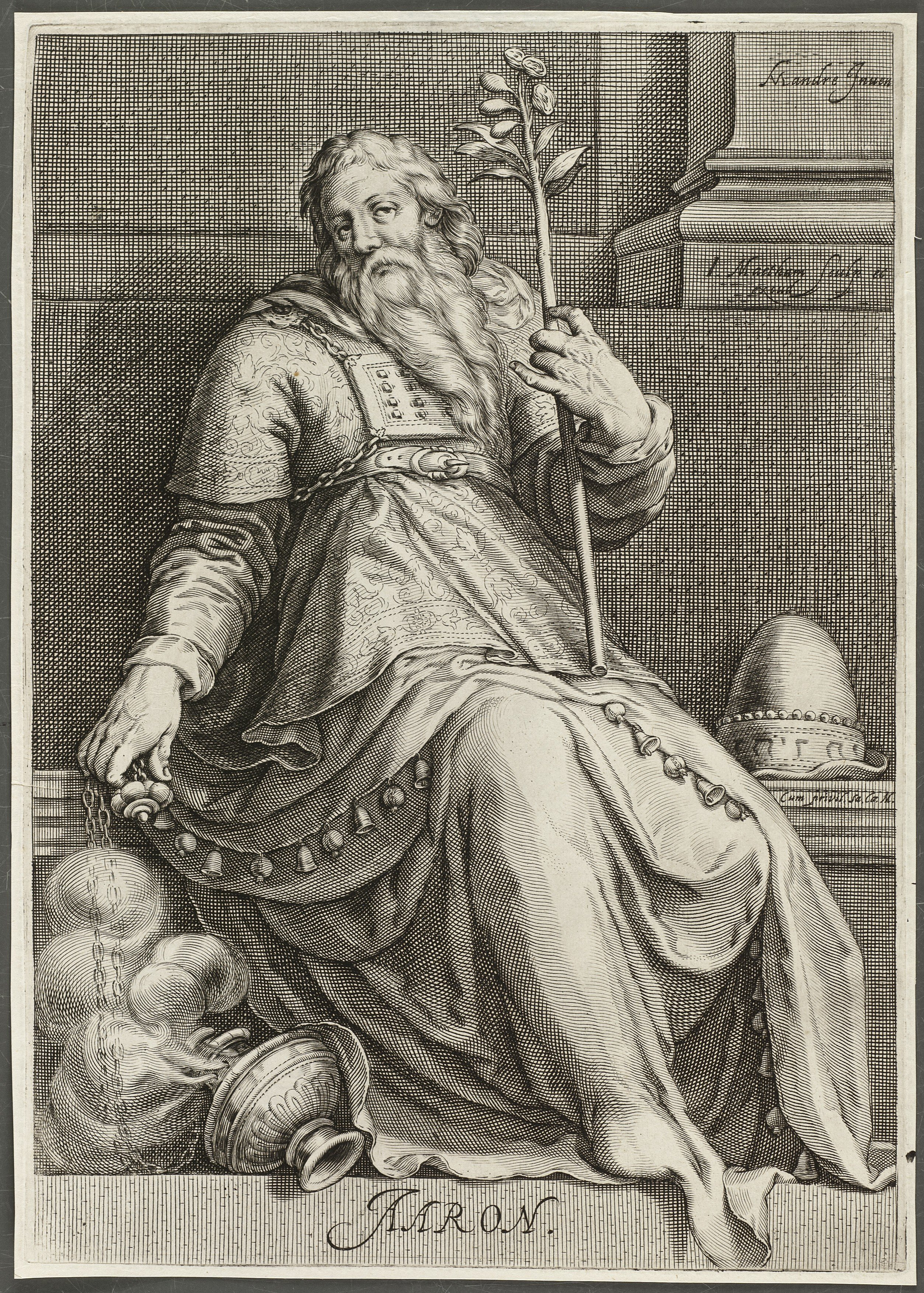
カレル・ファン・マンデルの原画による版画
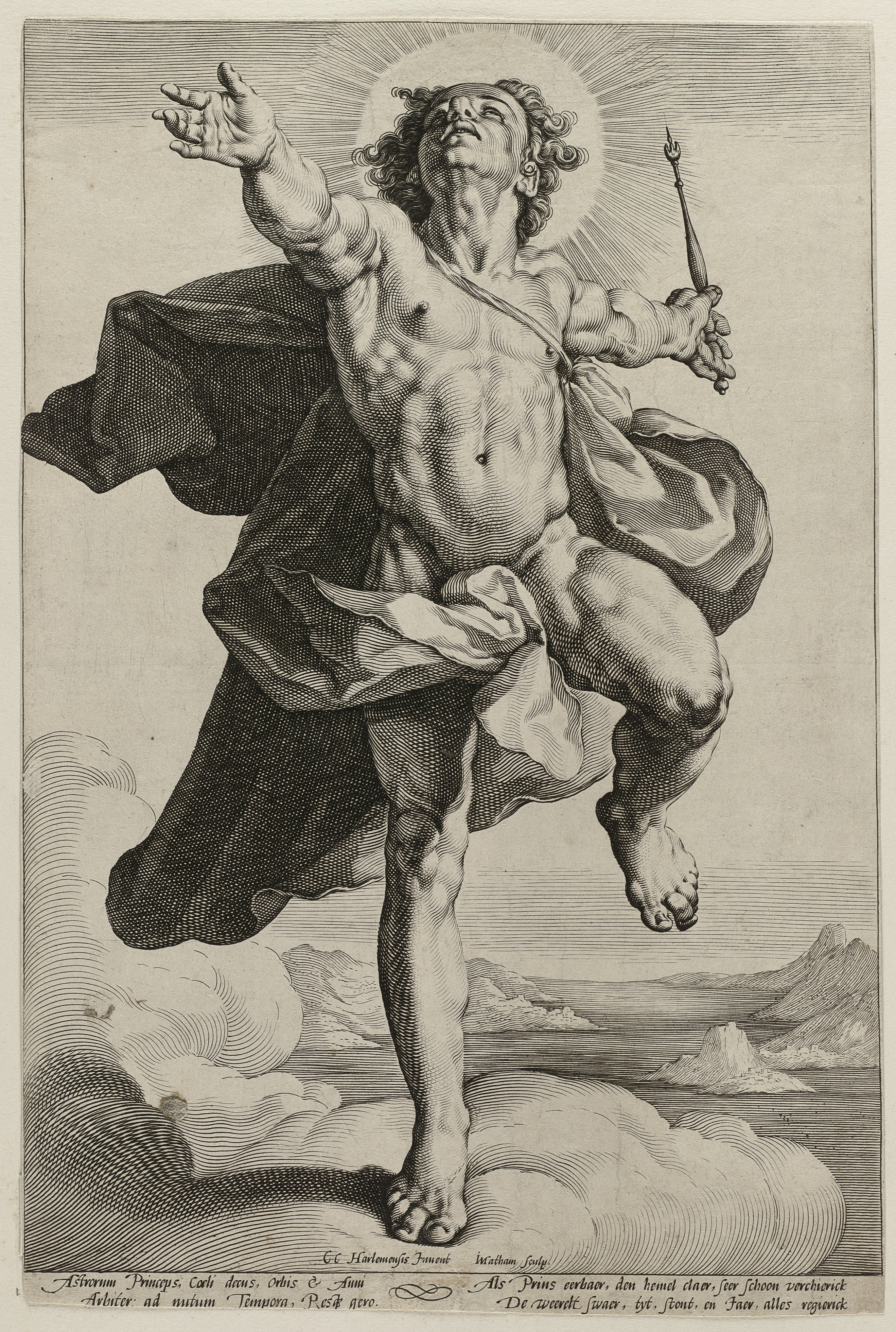
コルネリス・ファン・ハールレムの原画による版画